# Séméacq-Blachon
Séméacq-Blachon är en kommun i departementet Pyrénées-Atlantiques i regionen Nouvelle-Aquitaine i sydvästra Frankrike. Kommunen ligger i kantonen Lembeye som tillhör arrondissementet Pau. År 2022 hade Séméacq-Blachon 156 invånare.

## Befolkningsutveckling
Antalet invånare i kommunen Séméacq-Blachon
| Referens: INSEE |